# NGC 7137
NGC 7137 is een balkspiraalstelsel in het sterrenbeeld Pegasus. Het hemelobject werd op 17 november 1784 ontdekt door de Duits-Britse astronoom William Herschel.

## Synoniemen
- UGC 11815
- MCG 4-51-5
- ZWG 472.8
- PGC 67379